# Macla

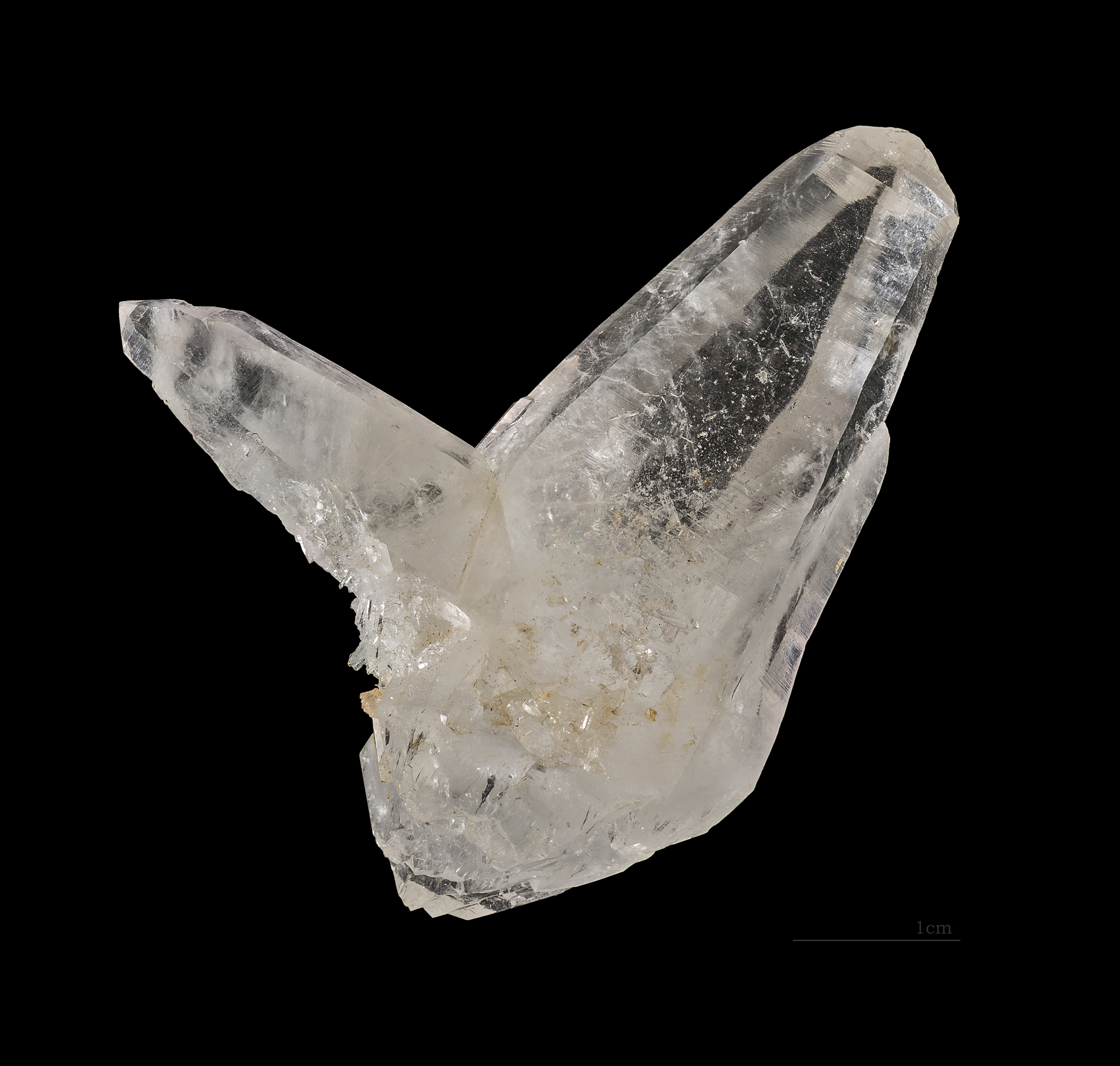
Macla de Cuarzo, Perú.

Una macla es la agrupación simétrica de cristales idénticos. La simetría puede ser especular respecto del plano de macla o por el giro de sus elementos alrededor del eje de macla en 60°,  90°, 120° o 180°. 
Se llaman «de contacto» cuando los elementos se unen en un plano, y «de compenetración» si están cruzados y compenetrados entre sí. En general presentan diedros entrantes; en caso contrario se habla de mimetismo de un cristal individual.

## Tipos de maclas
A menudo los individuos que forman la macla se unen como si se hubieran pegado uno al otro por el dorso, por un lado o por la base, como la imagen que se forma de un objeto si lo adosamos a un espejo. En este caso hablamos de maclas de contacto.
En las maclas de penetración parece como si los individuos que las forman se hubieran introducido uno a uno en el interior del otro.
Otras veces los cristales que se unen forman en apariencia una simetría mayor que la que les corresponde. Hablamos, entonces, de las maclas miméticas.
Las maclas múltiples unen más de dos individuos cristalinos. Entre ellas podemos distinguir las polisintéticas, que pueden agrupar varios cristales según la dirección de un solo plano, y las cíclicas, que al unir varios individuos llegan a cerrarse sobre sí mismas en forma anular.
En metalurgia, el maclado es un mecanismo de deformación de monocristales. Se tiene una distribución uniforme de la deformación, una modificación en la orientación de un cristal y una imagen especular de la red sin deformar.

## Ejemplos
- Macla de calcita
- Macla de fluorita, de contacto o compenetración
- Macla de yeso, en "punta de lanza"
- Maclas por deformaciones típicas de los metales BCC y HCP.
- Maclas de recocido formadas después de tratamientos térmicos de recocido, típicas en FCC.